# Deutsche Physik

Deutsche Physik (fizică germană), sau arische Physik (fizică ariană), a fost un curent cu caracter național-socialist, rasist și antisemit în fizica din Germania Nazistă.
Adepții acestui curent respingeau ca excesiv de abstracte, matematice și teoretice realizările fizicii moderne a vremii, cum era teoria relativității formulată de Albert Einstein, pe care o numeau jüdische Physik (fizică evreiască). Acestora le era opusă o fizică germană, bazată pe metoda clasică observație-ipoteză-experiment-teorie, în care rolul determinant trebuia să îl aibă experimentul. A fost contestată și mecanica cuantică, iar creatorul acesteia, Werner Heisenberg, a fost denunțat ca weißer Jude (evreu alb); în urma unei anchete ordonate de autoritățile naziste el a fost disculpat, iar după izbucnirea războiului a fost cooptat în programul nuclear german.
Protagoniștii „fizicii germane” au fost Philipp Lenard și Johannes Stark, ambii laureați ai Premiului Nobel pentru Fizică. Deutsche Physik este și titlul unui curs universitar în patru volume publicat de Lenard în 1936, în care acesta prezenta realizările fizicii moderne pe baza fizicii clasice și a teoriei eterului.

## Afirmarea naționalismului în fizica germană
La începutul secolului al XX-lea, exista în lumea oamenilor de știință o atitudine internaționalistă, bazată pe universalitatea cunoștințelor științifice și pe comunicarea neîngrădită a lor. Acest internaționalism „tehnic” era dublat de unul „spiritual”, care se manifesta prin loialitatea față de un sistem supranațional comun de valori. Izbucnirea Primului Război Mondial a dus la identificarea crescândă cu propria națiune și a dat naștere, în lumea academică, în particular a fizicienilor germani, unui adevărat „război al spiritelor”.
La 4 august 1914, Germania a invadat Belgia neutră, iar în ziua următoare Anglia a declarat război Germaniei. În săptămânile care au urmat, trupele germane au executat mii de civili belgieni, au incendiat clădiri și au distrus monumente culturale. Aceste atrocități au produs indignare în întreaga lume, în special în Anglia. Pe fondul acestor evenimente, la 4 octombrie a fost publicat în toate marile ziare germane apelul An die Kulturwelt! (Către lumea civilizată!), cunoscut și ca Manifestul celor 93, în care acuzațiile aduse militarilor germani erau respinse în șase puncte, cu aceeași afirmație neargumentată: Nu e adevărat ... Printre semnatari se aflau și fizicienii Philipp Lenard, Walther Nernst, Max Planck, Wilhelm Röntgen și Wilhelm Wien. În 1921, după terminarea războiului, ziarul The New York Times a publicat rezultatul unui sondaj printre semnatarii încă în viață: aproximativ 60 dintre ei și-au exprimat regretul de a fi semnat apelul, alți 17 au declarat că l-ar semna din nou.
Lenard a publicat în 1914 o broșură instigatoare cu titlul England und Deutschland zur Zeit des großen Krieges (Anglia și Germania în vremea marelui război), în care combina critica la adresa lui J.J. Thomson cu ieșiri agresive la adresa Angliei.
Într-o scrisoare adresată lui Wilhelm Wien în decembrie 1914, Johannes Stark se plângea de „englezăria (die Engländerei) din cercurile fizicienilor germani”. Wien a lansat un apel (Aufforderung), în care propunea ca „toți fizicienii să se asigure că menționarea literaturii englezilor nu trebuie, așa cum este cazul acum, să găsească o atenție mai puternică decât cea a conaționalilor noștri; fizicienii germani să nu mai publice lucrările lor în reviste englezești, cu excepția cazurilor când se cer răspunsuri; editorii să accepte numai lucrări științifice și traduceri scrise în germană, și numai atunci când, în acord cu judecata experților, lucrarea este într-adevăr excepțională; să nu se cheltuiască bani publici pentru a finanța traduceri.” Apelul a fost semnat de un număr de fizicieni, dar războiul a întrerupt această acțiune cu caracter conservator și naționalist, înainte de a se ajunge la un punct de vedere comun.
În anul 1917, Lenard a inițiat o serie de atacuri contra teoriei relativității, căreia îi opunea propriile idei, expuse apoi (1918) în lucrarea Über Relativitätsprinzip, Äther, Gravitation (Despre principiul relativității, eter, gravitație). Aceste atacuri au fost reluate și amplificate de alții, până când, la congresul Societății Germane de Fizică (Deutsche Physikalische Gesellschaft) de la Bad Nauheim, în septembrie 1920, s-a ajuns la o ruptură definitivă între Lenard și Einstein. Chiar dacă documentele congresului nu menționează manifestări agresive sau antisemite, acestea au existat, conform mărturiei lui Max Born. Lenard a publicat o versiune nouă a lucrării sale din 1918, cu o „adăugire privitoare la discuția de la Nauheim despre principul relativității”, care nu conține formulări antisemite sau atacuri cu caracter politic, dar la o nouă republicare (1938) a adăugat acest paragraf: „În această discuție evreul era judecat și tratat de mine, din punctul de vedere de atunci (studiul raselor, al lui Günther, a apărut abia în 1922), ca om arian normal, ceea ce era greșit (inclusiv pentru obiectul discuției). Dar chiar dacă atunci studiul raselor ar fi fost mai avansat, tot nu ar fi folosit la ceva în adunarea profesorilor, căci domnii sunt încă și astăzi (1938) orbi. Președinte al discuției era Planck; trei expuneri obositoare favorabile lui Einstein o precedaseră.”

## Rasism și antisemitism în fizica din Germania nazistă
În contextul politic și social creat în Germania de adoptarea legilor rasiale din 1935, Philipp Lenard a publicat în 1936 cursul de fizică pe care îl preda la Universitatea din Heidelberg, sub titlul Deutsche Physik. Titlul era explicat în prefața la primul volum: „«Fizică germană?» mă vor întreba. – Aș fi putut zice și fizică ariană sau fizica omului de rasă nordică, fizica exploratorilor realității, a căutătorilor de adevăr, fizica celor care au întemeiat cercetarea Naturii. – «Știința este și rămâne internațională!» vor vrea să obiecteze. Dar aici ei comit o eroare fundamentală. În realitate știința, ca tot ce creează oamenii, este condiționată de rasă, de sânge.” În contrast cu această „fizică germană”, Lenard prezenta „fizica evreiască” astfel: „Pentru a o caracteriza pe scurt, cel mai corect și mai bine, se poate aminti activitatea celui mai remarcabil reprezentant al său, evreul pursânge A. Einstein. «Teoriile relativității» ale sale voiau să modifice și să stăpânească întreaga fizică; dar în fața realității ele sunt deja terminate. Ele nici măcar nu voiau să fie adevărate. Evreului îi lipsește în mod izbitor înțelegerea adevărului, a mai mult decât doar acordul aparent cu realitatea rezultată din gândirea omenească, în contrast cu voința de adevăr tot atât de năvalnică pe cât de prudentă a cercetătorilor arieni.”
Titlul cărții lui Lenard a dat numele unui curent cu caracter rasist și antisemit în fizica germană, propagat cu agresivitate mai ales de Johannes Stark. Fără a fi fost organizat oficial ca mișcare politică, acest curent a militat pentru suprimarea din comunitatea academică a evreilor și chiar a unor fizicieni germani care erau asimilați evreilor, prin gândirea lor științifică. În 1936, Stark scria în Nationalsozialistische Monatshefte, revistă a partidului nazist: „Senzațiilor și reclamei din teoria relativității a lui Einstein le-au urmat teoria matricială a lui Heisenberg și așa-numita mecanică ondulatorie a lui Schrödinger, una mai obscură și formalistă decât cealaltă.” Schrödinger deja emigrase, dar  Heisenberg avea să devină ținta unei campanii care i-a pus în primejdie cariera și poate chiar libertatea, și de care faptul că primise cele mai importante distincții ale profesiunii (Premiul Nobel pentru Fizică în 1932 și Medalia Max Planck în 1933) n-a putut să-l apere.
Lenard a denumit teoriile lui Einstein „fraudă evreiască”. Lenard ura în special fizica bazată pe matematică avansată. Lenard, în special și în general fizicienii experimentaliști ai acelui timp nu înțelegeau matematica avansată. Ei își descriau observațiile din laborator în proză, mai degrabă decât matematic.
La 15 iulie 1937, Stark a publicat în săptămânalul Das Schwarze Korps, organ oficial al trupelor SS, un articol deosebit de virulent cu titlul «Weiße Juden» in der Wissenschaft («Evrei albi» în știință), în care scria: „... nu evreul de rasă în sine a devenit periculos pentru noi, ci spiritul pe care el îl răspândește. Iar dacă purtătorul acestui spirit nu e evreu ci german, el trebuie de două ori mai mult combătut decât un evreu de rasă, care nu își poate ascunde originea spiritului. [...] Vocea poporului a creat pentru asemenea purtători de bacili denumirea «weißer Jude» (evreu alb) care e deosebit de potrivită, fiindcă ea extinde noțiunea de evreu dincolo de rasă.” Un asemenea evreu alb era Heisenberg: „Heisenberg a primit în 1933 premiul Nobel [...] – o demonstrație a comitetului Nobel influențat de evrei contra Germaniei național-socialiste. [...] Heisenberg este doar un exemplu ca multe altele. Toți aceștia sunt locțiitori ai evreimii în viața spirituală germană, care trebuie să dispară ca și evreii înșiși.” Un nazist zelos adresase deja ideologului șef al partidului, Alfred Rosenberg, o propunere concretă: „Lagărul de concentrare este fără îndoială locul potrivit pentru domnul Heisenberg.”
Campania de defăimare a lui Heisenberg a împiedicat numirea sa ca succesor al lui Arnold Sommerfeld la catedra de fizică teoretică a Universității din München. În vacanța de Crăciun 1937/1938, Sommerfeld îi scria resemnat lui Einstein: „Politica dușmanilor mei declarați, Giovanni Fortissimo [Johannes Stark] și Leonardo da Heidelberg [Philipp Lenard], care nu vor să mi-l permită pe Heisenberg ca succesor, mă forțează să continui ca profesor și să mă îngrijesc de turma mea, acum micșorată.” Confruntat cu șicane și amenințări, Heisenberg a adresat o scrisoare lui Heinrich Himmler, Reichsführer-SS, în care cerea sau să fie demis din funcția de profesor, sau să fie protejat față de astfel de atacuri. În urma anchetării cazului, Himmler a ordonat încetarea atacurilor; această decizie a marcat începutul declinului „fizicii germane”. În 1941 Heisenberg a fost numit profesor la Universitatea din Berlin iar în 1942 i-a fost încredințată conducerea proiectului nuclear german.

## Deutsche Physikîn patru volume dePhilipp Lenarddin Heidelberg
Sub acest titlu a fost publicat în 1936 cursul de fizică al lui Lenard. Cele patru volume cuprindeau: Introducere și Mecanică, Acustică și Teoria căldurii, Optică și Teoria electricității partea întâia, Teoria electricității partea a doua.
După Lenard, progresul științei se realizează „în dialog strâns cu fenomenele naturii”, iar răspunsurile la întrebările puse naturii sunt rezultatele experimentelor, pe care apoi le interpretează teoria. Aceste rezultate trebuie descrise și explicate „pe terenul solid al fizicii clasice”. La Lenard, tratarea domeniilor clasice ale fizicii nu se deosebește de vederile internațional acceptate ale vremii. Teoria relativității și mecanica cuantică sunt amintite, fără a fi numite, doar într-o notă de subsol din introducerea la primul volum: „Două noi «teorii», des menționate, sunt chiar potrivite să creeze o reputație proastă numelui de teorie; ele nu își găsesc locul, respectiv nu în măsura de obicei atribuită lor, în fizica germană. Căci una este doar o mistificare, iar cealaltă își exagerează conținutul în mod derutant.”